# Бегство Земли
«Бегство Земли» (фр. Terre en fuite) — научно-фантастический роман французского писателя Франсиса Карсака, изданный в 1960 году. Как и большинство произведений Карсака, этот роман не был опубликован на английском, в 1972 роман был переведён на русский язык и издан в СССР.
Роман повествует об истории выдающегося учёного Поля Дюпона. Незадолго до своей загадочной гибели он рассказывает, что является человеком далёкого будущего в теле Дюпона. Этот человек, Орк Акеран, описывает будущее человечества и причины своего появления в современности. Орк рассказывает, как в будущем Земле угрожает взрыв Солнца. Технически развитая земная цивилизация берётся за воплощение грандиозного замысла — отправить целую планету к другой звезде, осуществить «побег Земли» от, казалось бы, неминуемой гибели.

## Сюжет
Действие романа начинается в двадцатом веке. После странного удара молнии на электростанции, где служит друг рассказчика Поль Дюпон, у него, заурядного инженера, неожиданно открываются гениальные способности к науке. Он публикует работы, производящие фурор в научном обществе, его называют физиком № 1 Земли. Вскоре Дюпон погибает во время научного эксперимента, но оставляет после себя записки, где признаётся, что его личность слилась с личностью учёного по имени Орк Акеран, пришедшего из далёкого будущего.
Как следует из дальнейшего рассказа Орка, человечеству в ближайшее время предстоит пережить новый ледниковый период и длительную эпоху упадка, вследствие которого оно скатится к первобытному уровню. Тем не менее, постепенно цивилизация возродилась, люди начали осваивать Венеру. Затем Земля подверглась инопланетному вторжению и оккупации, которая продлилась тысячу лет.
Орк живёт во второй половине пятого тысячелетия новой эры. Будучи по профессии астрофизиком, он неожиданно обнаруживает, что Солнце в течение ближайших 10 лет взорвётся. Губительное действие взрыва достигнет самых окраин Солнечной системы и неминуемо, уничтожит Землю. Человечество принимает дерзкое решение построить на полюсах планет гигантские космомагниты (технология, позаимствованная у пришельцев) и переместить Землю и Венеру, к тому времени вполне обжитую, подальше от светила. Орка неожиданно назначают руководителем организации Солодина по строительству подземных городов, где смогут жить люди, а потом и Верховным координатором. Молодой учёный Кельбик, перепроверив расчёты Орка, устанавливает, что Солнце после взрыва превратится в чёрного карлика. Пребывание на его орбите невозможно, и землянам придётся отправиться к другой звезде.
Несмотря на сопротивление и мятеж полурелигиозного движения «фаталистов», верящих в то, что противодействие судьбе губит человеческую душу строительство удаётся. Согласно расчётам Кельбика взрыв происходит раньше, но планеты успевают удалиться за пределы Солнечной системы. Земля и Венера входят в систему звезды Этанор, на одной из планет живут потомки экипажа одного из земных звездолётов. Земля давно запустила несколько звездолётов через гиперпространство, но вернулся только один. Как оказалось, при путешествиях через гиперпространство невозможно предугадать место прибытия. Из-за отказа местных жителей принять две новые планеты в свою звёздную систему путешественникам приходится отправиться дальше к звезде Белюль.
По прибытии Земля подвергается обстрелу космическими ядерными бомбами, земляне вступают в бой с населением планеты Тельбир - потомками другого пропавшего звездолёта. Как выяснилось, их сознание было порабощено местными аборигенами, внушившими им, что Земля когда-то намеренно отправила их предков в неизвестность. Аборигены обладают мощными психическими способностями, однако их познания в точных науках невелики, поэтому охотно пользуются технической сметкой и достижениями людей, а также употребляют наиболее слабых из них в пищу. Вследствие внушения большинство из людей даже не подозревает об ужасном сожительстве. Однако вновь прибывшие земляне находят способ разрушить внушение и освободить потомков от рабства. Эта звёздная система и становится новым домом для Земли и Венеры.
В 4629 году летоисчисления цивилизации Орк провозглашает, что «эпоха сумерек» человечества закончилась. Остаётся неизвестным, где находится цивилизация друмов, когда-то на целое тысячелетие поработившая землян. Возможно потомкам других «потерянных звездолётов» удалось создать свои цивилизации. Орк возвращается к научной работе и пытается найти способ перемещения во времени, которым пользовались марсиане. В ходе одного из экспериментов он неожиданно переносится в далёкое прошлое. Так он оказывается в теле Дюпона и, в конце концов, находит способ вернуться в своё время. Перед отправкой он оставляет послание, где призывает людей не отчаиваться: несмотря на тяготы ледникового периода, человеческая цивилизация возродится и их потомки достигнут звёзд.

## Описание будущего
Пятое тысячелетие «Новой эры» по своему технологическому уровню, вероятно, должно бы было соответствовать пятому тысячелетию с Рождества Христова, не будь развитие прервано ледниками. В самом деле по описанию Орка история технического прогресса в первые две тысячи лет «Новой эры» в целом совпадает с развитием событий в «доледниковую», то есть нашу эпоху(не сравнивая развитие, с 1840-х годов изобрели паровые машины, в 1920-е - освоили атомную энергетику, а в 1950-е(на 10 лет раньше хронологического) достигли близких районов Земли(Луна, Венера и Марс), и при этом позже освоили их).
Общество людей будущего состоит из двух групп людей: текнов и триллов. Текны — возможно происходит от слова «техник» из английского языка доледниковой эпохи, пронесённого в памяти людей через века. Текны являют собой основу научно-технического прогресса землян, это учёные, техники, инженеры и т. д. По сути являются верховной властью планеты, в частности Совет Властителей — самых компетентных специалистов в своей области (Властитель Неба — то есть главный астрофизик, Властитель Жизни — то есть главный биолог и т. д.). Властью они не злоупотребляют.
Триллы — большая часть населения планеты, являет собой разного рода производителей и обслуживающих — официанты, пекари, бакалейщики, актёры, художники и т. д. Разделение на текнов и триллов происходит путём специальных экзаменов-испытаний после окончания учебного заведения. Переводы из текнов в триллы и наоборот хоть и очень редки, но все же случаются. Замкнутая кастовость двух сословий отсутствует: «сын пекаря может стать Властителем Неба, а его сын может в свою очередь стать пекарем». Текнам под страхом пожизненной ссылки категорически запрещено обсуждать вопросы науки с триллами.

## Технологии мира будущего
- Волны Хека — волны, скорость которых выше скорости света. Стали использоваться для связи в реальном времени на дальних расстояниях незадолго до путешествия.
- Волны Книлла — излучение, вызывающее моментальное выделение всей энергии космомагнетических двигателей, то есть приводящее к их взрыву.
- Лучи Тюлика — излучение, вызывающее распад нервных клеток человека. Были установлены в систему уличного освещения города Хури-Хольде для защиты от потенциальной угрозы восстания фаталистов. Одно такое устройство смогло за секунду уничтожить беснующуюся толпу.
- Бринн — сверхубийственный яд, предположительно контактного действия. После употребления даже очень малого количества (маленький глоток) смерть наступает мгновенно.
- Психоскоп — медицинский аппарат для зондирования человеческой памяти, оживляет даже самые давние воспоминания.
- Мнемонические излучатели — бесконтактная вариация психоскопа. Оказывает эффект направленным импульсом и мгновенно пробуждает всю память испытуемых. Использовался для снятия массового наваждения с жителей Тельбира, для чего космолёты с установленными на борту излучателями летали над городами.
- Фульгуратор (лат. Fulgur — молния) — электрический лучемёт. Из текста романа известно лишь то, что при выстреле вырывается электрический разряд, испепеляющий цель.
- Перфокрот — управляемый копатель, использовался при штурме подземной крепости в войне с тельбирийцами. Пробивают (или же просверливают) поверхность и проникают в коридоры подземных баз, где взрываются.

## Техническая сторона путешествия
Астронавтика землян пятого тысячелетия основывается на так называемых «космомагнетических» двигателях. Согласно рассказу Орка, вся Вселенная пронизана силовыми линиями некой первичной силы — «космического магнетизма», таким образом, для придания звездолёту ускорения достаточно установить на нём однополюсный «космомагнит», что позволяет развивать скорость до 0,8 скорости света. Тот же принцип был использован и для превращения Земли и Венеры в космические корабли: на полюсах планет были сооружены гигантские «космомагнетические» двигатели. Космомагнетизм по сути является авторской интерпретацией теории эфира.

### Проблемы использования космомагнетизма и гиперпространства
Как стало позже известно из экспедиции космомагнетического звездолёта к ближайшей звезде, вокруг каждой звезды существует космомагнетическое поле, распространяющееся до поля соседней звезды. В месте соприкосновения потенциалы выравниваются и как следствие возникает непреодолимый барьер для материальных тел (но излучения проходят без всяких препятствий). Возможными путями решения проблемы были:
- разгон звездолёта до скорости света, что было невозможным для космомагнетических двигателей;
- масса звездолёта должна быть не меньше массы Луны. Но звездолёты расы друмов каким-то образом сумели преодолеть этот барьер (в книге об этом ничего не сказано конкретно) — армады их кораблей прибывали раз в 60 лет. Также этот барьер создавал препятствия для гиперпространственных кораблей — он создавал помехи в гиперпространстве при прокладывании курса за барьер и вследствие чего звездолёты попадали в неопределённую заранее точку галактики (или вообще за её пределами).

Внутри барьера гиперпространственные двигатели работали нормально. Единственный известный способ совершать дальние гиперпрыжки в нужную точку — это способ марсиан. Здесь кроме космомагнетизма и гиперпространства использовалось ещё и перемещение во времени. Схема путешествия такова: гиперпространственный скачок к барьеру, смещение в прошлое или будущее в тот момент времени, когда барьер исчез или его ещё не существует (за счёт галактического смещения), космомагнетический полёт за зону барьера, обратное смещение во времени и гиперпрыжок к точке назначения. Хотя, как отметил Кельбик — один из помощников Орка, последнее смещение во времени можно и не делать, потому что планеты интересно исследовать в любой момент времени.

## Некоторые особенности истории и образа жизни мира будущего

### Нашествие друмов
Человечество будущего провело почти тысячу лет в оккупации космическими пришельцами — друмами. Они выглядят как шестилапые бочонки с семью щупальцами сверху, у них нет кожи в нашем понимании. Сломив сопротивление землян за две недели, пришельцы полностью поработили Землю. Но пришельцы не обратили внимания на Венеру, уже к тому времени колонизированую. Победить пришельцев получилось только с помощью убийственного вируса, выведенного в подземных лабораториях сил сопротивления — он полностью уничтожал пришельцев, не причиняя вреда людям. Оставшиеся в живых в соотношении 1/1000 пришельцы улетели. Земля возродилась с помощью населения Венеры.

### Терраформирование Венеры
Венера — колонизированная, терраформированная и пригодная для жизни планета. Земляне создали у Венеры пригодную для дыхания атмосферу. На Венере использовались аннигиляционные реакторы, и по непонятной причине 8 из 10 реакторов взорвалось, окутав радиоактивным облаком всю планету. Помощь с Земли стала уже прибывать, когда случилось нашествие друмов. Венера осталась один на один со своей проблемой. Когда радиация пошла на спад, жизнь возобновилась. Но в некоторых экваториальных областях появились ужасные животные-мутанты (привозные животные Земли) вроде огромных жуков Лерми и обезьяноподобных и очень агрессивных тварей Эри-Куба. Также появились паратигры — что-то среднее между львом и тигром, и параслоны с интеллектом 6-летнего ребёнка. Или флеа — огромные летающие ящерицы, которых венериане приручили и используют для передвижения и спорта. Население Венеры во время Великих Сумерек — около 700 млн человек. Столица — город с населением в 80 млн. Афрои. Из-за терраформинга облака планеты превратились из облаков серной кислоты в плотные облака водяного пара, вследствие чего на Венере всегда мрачная погода, очень жарко и всё небо покрыто плотным и почти никогда не прорежающимся слоем облаков. Венериане привыкли к этому, но у большинства землян подобная обстановка вызывает тоску по Солнцу и звёздному небу.

### Древняя цивилизация марсиан
Земляне находят на Марсе следы цивилизации марсиан, во время отлёта Земли археологи находят марсианский город и неповреждённый звездолёт. Получив приказ Орка, экспедиция покидает Марс, но её руководитель археолог Клобор, жертвуя собой, остаётся, чтобы исследовать двигатели звездолёта. Протуберанцы Солнца достигают орбиты Марса, героический старик вынужден покончить с собой, но его работа проливает свет на тайну межзвёздных перелётов марсиан.

### Религия
В романе сказано, что бо́льшая часть людей будущего — атеисты, но некоторые верования ещё остались. Одно из них называется верование Книги Киристан, что созвучно современному христианству. О деталях этой веры ничего неизвестно, но сказано, что киристане — умные и рассудительные люди. Получается, что христианство пережило 200 тысяч лет ледникового периода, варварства и безграмотности, затем 14 тысяч лет развития нового человечества, из которых 1 тысяча лет — это период порабощения друмами — космическими пришельцами.